# Condado de Bell (Kentucky)
O Condado de Bell é um dos 120 condados do estado americano de Kentucky. A sede do condado é Pineville, e sua maior cidade é Middlesboro. O condado possui uma área de 936 km² (dos quais 2 km² estão cobertos por água), uma população de 30 060 habitantes, e uma densidade populacional de 32 hab/km² (segundo o censo nacional de 2000). O condado foi fundado em 1867.